# Koncentracja (psychologia)
Koncentracja – zjawisko polegające na skupieniu, ześrodkowaniu uwagi (w domyśle: świadomości), skierowaniu jej na określoną myśl, przedmiot, zagadnienie, wydarzenie, sytuację czy zjawisko i utrzymywaniu w czasie.
Koncentracja uwagi może nastąpić pod wpływem świadomego działania człowieka, który w konkretnej chwili chcąc rozwiązać problem, wykonać dokładnie powierzoną pracę, zrozumieć określone zagadnienie itp., świadomie kieruje i intensyfikuje swoją uwagę na wybrany przez siebie z otoczenia zakres lub na określone myśli. Wraz ze wzrostem koncentracji na określonym bodźcu lub myślach, następuje zjawisko oddzielenia percepcji od pozostałych zjawisk i ich ignorowanie. 
Koncentracja uwagi może również następować samoistnie, bez wyraźnej, uświadomionej woli człowieka, podczas percepcji określonego zjawiska lub prowadzenia określonego działania.

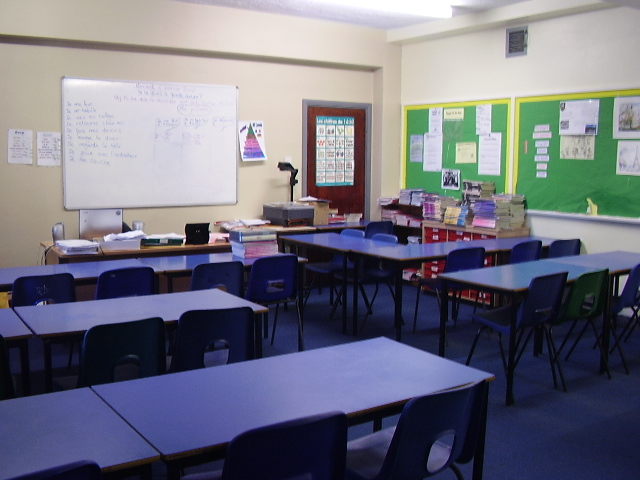
Nadmiar dekoracji na ścianach klas prawdopodobnie pogarsza poziom koncentracji uczniów

## Metody poprawy koncentracji
- Guma do żucia. Niektóre doświadczenia sugerują, że proste żucie gumy zwiększa poziom koncentracji i czujność, lecz niejasny jest mechanizm takiego działania[1][2]. Nie wszystkie doświadczenia potwierdziły skuteczność gumy do żucia, w niektórych stopień koncentracji badanych nawet się pogorszył[3]. Guma poprawia koncentrację prawdopodobnie tylko w określonych warunkach, jeśli żuje się ją przez pięć minut tuż przed wykonaniem zadania wymagającego skupienia i działa tylko przez krótki czas, 15-20 minut[4].
- Muzyka. Niektóre rodzaje powolnej muzyki wywołują krótkotrwały efekt poprawy skupienia, tzw. efekt Mozarta.
- Aromaterapia. Przyjemne zapachy prawdopodobnie poprawiają koncentrację i pamięć. Działa tak olejek lawendowy[5], rozmarynowy[6] czy miętowy[7]. Niektóre zioła poprawiają pracę mózgu prawdopodobnie dlatego, że polepszają nastrój, wzbudzając pozytywne, pobudzające emocje.
- Kofeina. Kofeina, np. w formie kawy lub herbaty, jest relatywnie bezpieczną substancją poprawiającą funkcje kognitywne i koncentrację[8].
- Otoczenie. W pewnym doświadczeniu wykazano ostatnio, że silnie udekorowane ściany w szkolnych klasach mogą pogarszać koncentrację uczniów i ich wyniki na testach[9].  Także kolory ścian mogą wpływać na pracę mózgu, ale efekty nie są duże a wyniki badań niejednoznaczne. Prawdopodobnie najgorsze są jaskrawe barwy lub duże zróżnicowanie barw, które rozpraszają, a najlepsze jednolite barwy, odcienie niebieskiego, zielonego czy czerwieni[10].